# Cesare Maldini
Cesare Maldini (5. únor 1932 Terst, Italské království – 3. duben 2016 Milán, Itálie) byl italský fotbalový obránce a trenér.
Je otcem fotbalisty Paola Maldiniho a také dědečkem Daniela Maldiniho. Zúčastnil se MS 1962 a s klubem AC Milán spojil svoji kariéru jako hráč i jako trenér. Za klub odehrál celkem 399 utkání a dlouho byl jejím kapitánem.
Jako trenér vyhrál tři jdoucí po sobě šampionáty ME U21 (1992, 1994, 1996). Poté trénoval reprezentaci Itálie na MS 1998 a také Paraguay na MS 2002. Po skončení trenérské kariéry se stal sportovním komentátorem pro beIN Sports.
Po jeho smrti v roce 2016 se poblíž stadionu Giuseppe Maezzy po něm a po Facchettim pojmenoval park.

## Fotbalová kariéra

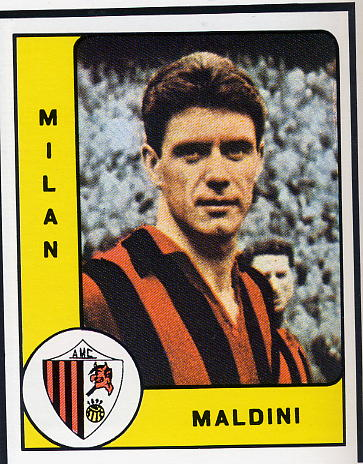
V roce 1961.

### Klubová
Fotbal začal hrát již jako dítě. Ve věku 13 let, zapůsobil na zaměstnance klubu Triestiny. Tady hrál ve všech věkových kategorii a také překonal zánět pohrudnice, která riskovala jeho budoucí fotbalovou kariéru. Na počátku roku 1950 se poprvé seznámil s trenérem Roccem, předurčeným k tomu, aby se stal jeho hlavní postavou v kariéře a ještě více v životě. Právě paròn se v těchto letech rozhodl připojit natrvalo do prvního týmu, i když debut v Serie A|nejvyšší lize byl 24. května 1953 proti Palermu (0:0). V následující sezóně se stal již lepším hráčem a byl uváděn do základní sestavy a dělal i kapitána.
Do Milána odešel na začátku sezóny 1953/54. Do Rossoneri přišel původně jako náhradník. Jenže díky zranění konkurenčních obránců se stal na dlouhých 12 let nenahraditelným. První branku vstřelil 6. února 1955 proti Triestině (3:4). V roce 1961 se stal kapitánem Rossoneri a také přišel na trenérskou lavičku jeho učitel Nereo Rocco.
Během 12let v Miláně vyhrál čtyři ligové tituly (1954/55, 1956/57, 1958/59, 1961/62). A jako kapitán zvedl poprvé v klubové historii pohár pro vítěze PMEZ 1962/63. Utkání se hrálo 22. května 1963 ve Wembley proti Benfice (2:1).
V roce 1966 se rozhodl následovat učitele Rocca do Turína, kde ale po jedné odehrané sezoně ukončil kariéru. Celkem za svou 15letou kariéru odehrál 467 soutěžních utkání a vstřelil 3 branky.

### Reprezentační
V národním týmu debutoval ve svých 28 letech 6. ledna 1960 proti Švýcarsku (3:0). Zúčastnil se MS 1962, kde odehrál dva zápasy. Byl také kapitánem ve dvouletém období 1962–1963. Celkem nastoupil do 14 utkání.

## Hráčská statistika
| Sezóna  | Klub      | Liga    | Liga   | Liga | Ligové poháry | Ligové poháry | Ligové poháry | Kontinentální poháry | Kontinentální poháry | Kontinentální poháry | Celkem | Celkem |
| Sezóna  | Klub      | Soutěž  | Zápasy | Góly | Soutěž        | Zápasy        | Góly          | Soutěž               | Zápasy               | Góly                 | Zápasy | Góly   |
| ------- | --------- | ------- | ------ | ---- | ------------- | ------------- | ------------- | -------------------- | -------------------- | -------------------- | ------ | ------ |
| 1952/53 | Triestina | Serie A | 1      | 0    | —             | 0             | 0             | —                    | 0                    | 0                    | 1      | 0      |
| 1953/54 | Triestina | Serie A | 31     | 0    | —             | 0             | 0             | —                    | 0                    | 0                    | 31     | 0      |
| 1954/55 | Milán     | Serie A | 27     | 1    | —             | 0             | 0             | —                    | 0                    | 0                    | 27     | 1      |
| 1955/56 | Milán     | Serie A | 22     | 0    | —             | 0             | 0             | PMEZ                 | 5                    | 0                    | 27     | 0      |
| 1956/57 | Milán     | Serie A | 21     | 1    | —             | 0             | 0             | —                    | 0                    | 0                    | 21     | 1      |
| 1957/58 | Milán     | Serie A | 32     | 0    | IP            | 3             | 0             | PMEZ                 | 8                    | 0                    | 43     | 0      |
| 1958/59 | Milán     | Serie A | 34     | 0    | IP            | 1             | 0             | —                    | 0                    | 0                    | 35     | 0      |
| 1959/60 | Milán     | Serie A | 29     | 0    | —             | 0             | 0             | PMEZ                 | 4                    | 0                    | 33     | 0      |
| 1960/61 | Milán     | Serie A | 30     | 0    | IP            | 2             | 0             | —                    | 0                    | 0                    | 32     | 0      |
| 1961/62 | Milán     | Serie A | 33     | 1    | —             | 0             | 0             | Vel.P                | 2                    | 0                    | 35     | 1      |
| 1962/63 | Milán     | Serie A | 31     | 0    | IP            | 1             | 0             | PMEZ                 | 9                    | 0                    | 41     | 0      |
| 1963/64 | Milán     | Serie A | 22     | 0    | IP            | 1             | 0             | PMEZ+Int.P           | 3                    | 0                    | 29     | 0      |
| 1964/65 | Milán     | Serie A | 34     | 0    | IP            | 0             | 0             | Vel.P                | 2                    | 0                    | 36     | 0      |
| 1965/66 | Milán     | Serie A | 31     | 0    | IP            | 1             | 0             | Vel.P                | 8                    | 0                    | 40     | 0      |
| 1966/67 | Turín     | Serie A | 33     | 0    | IP            | 3             | 0             | —                    | 0                    | 0                    | 36     | 0      |
| Celkem  | Celkem    | Celkem  | 411    | 3    | —             | 12            | 0             | —                    | 44                   | 0                    | 467    | 3      |

## Hráčské úspěchy

### Klubové
- 4× vítěz italské ligy (1954/55, 1956/57, 1958/59, 1961/62)
- 1× vítěz poháru PMEZ (1962/63)

### Reprezentační
- 1x na MP (1955–1960)
- 1× na MS (1962)

### Individuální
- All Stars na MS (1962)
- v roce 2016 uveden do síně slávy Italského fotbalu.

## Trenérská kariéra

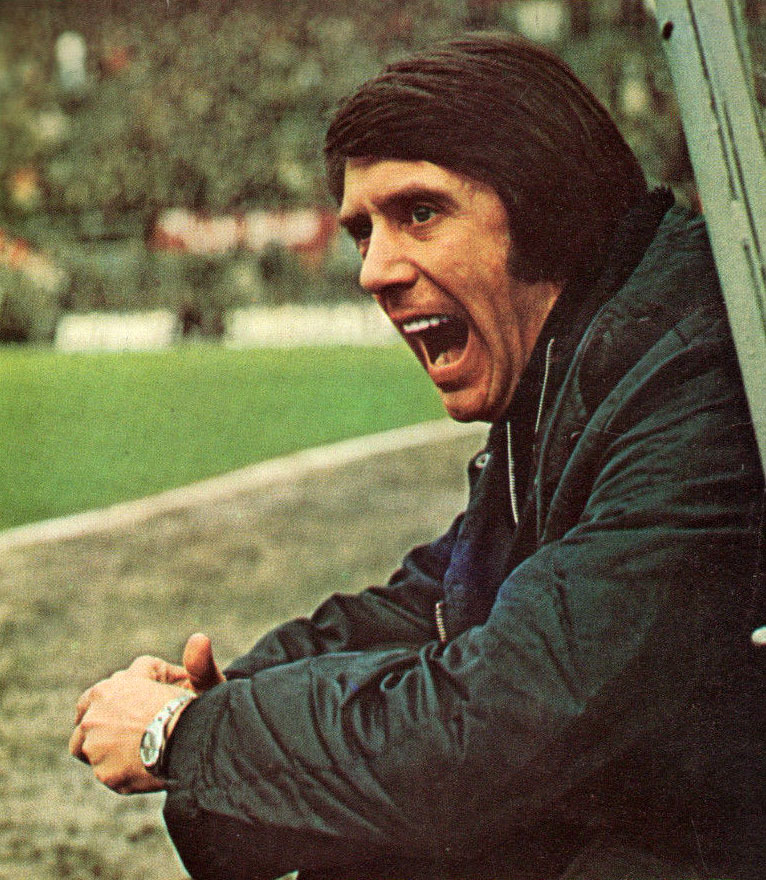
V roce 1973.

### klubová
Po skončení fotbalové kariéry se rozhodl pracovat u Rossoneri v letech 1967–1971 jako asistent trenéra a trenér mládeže. Po roce 1971 se stal prvním trenérem v klubu a zůstal v něm do roku 1974. V sezoně 1972/73 vyhrál Italský pohár i evropský pohár PVP. Od vítězství v lize stál klubu jeden bod. V následující sezoně prohrál dvě finále o evropské poháry. Nejprve o Superpohár UEFA 1973 a poté i PVP. V lize se klub trápil a od 25. kola přepustil místo Trapattonimu. Poté působil ve Foggie, Ternaně a v Parmě, kterou v sezoně 1978/79 dovedl k postupu do druhé ligy. Do klubové trenéřině se vrátil za odvolaného Zaccheroniho k Rossoneri v sezoně 2000/01.

### Reprezentační
V roce 1980 byl federací vybrán jako asistent reprezentačního trenéra Bearzota. Tuto funkci zastával i na zlatém MS 1982. Skončil spolu Bearzotem v roce 1986. Poté převzal pozici trenéra u reprezentace do 21 let. S ní byl na pěti turnajích ME U21, které tři po sobě šampionáty vyhrál (1992 – zlato, 1994 – zlato, 1996 – zlato). Na konci roku 1996 federace odvolala trenéra Sacchiho a nahradila jej Cesarem. A tak se stalo, že do MS 1998 trénoval v reprezentaci svého syna Paola.  Po vyřazení ve čtvrtfinále na MS 1998 skončil u reprezentace. Další reprezentační nabídku dostal na konci roku 2001 od Paraguaye, kterou vedl na MS 2002. Odstoupil po osmifinálové prohře.

## Trenérská statistika

### Klubová
| Sezóna  | Klub    | Liga     | Liga   | Liga  | Liga   | Liga   | Liga              | Ligové poháry | Ligové poháry | Ligové poháry | Ligové poháry | Ligové poháry | Ligové poháry | Kontinentální poháry | Kontinentální poháry | Kontinentální poháry | Kontinentální poháry | Kontinentální poháry | Kontinentální poháry | Celkem | Celkem | Celkem | Celkem |
| Sezóna  | Klub    | Soutěž   | Zápasy | Výhry | Remízy | Prohry | Umístění          | Soutěž        | Zápasy        | Výhry         | Remízy        | Prohry        | Úspěch        | Soutěž               | Zápasy               | Výhry                | Remízy               | Prohry               | Úspěch               | Zápasy | Výhry  | Remízy | Prohry |
| ------- | ------- | -------- | ------ | ----- | ------ | ------ | ----------------- | ------------- | ------------- | ------------- | ------------- | ------------- | ------------- | -------------------- | -------------------- | -------------------- | -------------------- | -------------------- | -------------------- | ------ | ------ | ------ | ------ |
| 1972/73 | Milán   | Serie A  | 30     | 18    | 8      | 4      | Stříbrná medaile  | IP            | 7             | 5             | 1             | 1             |               | PVP                  | 9                    | 7                    | 2                    | 0                    | Zlatá medaile        | 46     | 30     | 11     | 5      |
| 1973/74 | Milán   | Serie A  | 24     | 10    | 4      | 10     | propuštěn v dub.  | IP            | 5             | 2             | 1             | 2             | —             | PVP+ES               | 6+2                  | 4+1                  | 2                    | 0+1                  | +                    | 37     | 17     | 7      | 13     |
| 1975    | Foggia  | Serie B  | 21     | 5     | 10     | 6      | od led., 7. místo | —             | 0             | 0             | 0             | 0             | —             | —                    | 0                    | 0                    | 0                    | 0                    | —                    | 21     | 6      | 10     | 6      |
| 1975/76 | Foggia  | Serie B  | 20     | 7     | 8      | 5      | propuštěn v úno.  | IP            | 4             | 2             | 0             | 2             | —             | —                    | 0                    | 0                    | 0                    | 0                    | —                    | 24     | 9      | 8      | 7      |
| 1976/77 | Ternana | Serie B  | 13     | 2     | 4      | 7      | od pro. do bře.   | —             | 0             | 0             | 0             | 0             | —             | —                    | 0                    | 0                    | 0                    | 0                    | —                    | 13     | 2      | 4      | 7      |
| 1979    | Parma   | Serie C1 | 11     | 8     | 2      | 1      | 2. místo (postup) | —             | 0             | 0             | 0             | 0             | —             | —                    | 0                    | 0                    | 0                    | 0                    | —                    | 11     | 8      | 2      | 1      |
| 1979/80 | Parma   | Serie B  | 21     | 4     | 7      | 10     | propuštěn v bře.  | IP            | 4             | 0             | 2             | 2             | —             | —                    | 0                    | 0                    | 0                    | 0                    | —                    | 25     | 4      | 9      | 12     |
| 2001    | Milán   | Serie A  | 12     | 5     | 4      | 3      | —                 | —             | 0             | 0             | 0             | 0             | —             | —                    | 0                    | 0                    | 0                    | 0                    | —                    | 12     | 5      | 4      | 3      |
| Celkově | Celkově | Celkově  | 152    | 59    | 47     | 46     | —                 | —             | 20            | 9             | 4             | 7             | —             | —                    | 17                   | 12                   | 4                    | 1                    | —                    | 189    | 80     | 55     | 54     |

### Reprezentační
| 1997–1998          | Itálie             | Kvalifikace MS 1998 | 2. místo ve skupině 2 | 8  | 4  | 4  | 0 |
| 1998               | Itálie             | MS 1998             | čtvrtfinále           | 5  | 3  | 2  | 0 |
| 1997–1998          | Itálie             | přátelské utkání    | —                     | 7  | 3  | 2  | 2 |
| Celkem za Itálii   | Celkem za Itálii   | Celkem za Itálii    | Celkem za Itálii      | 20 | 10 | 8  | 2 |
| 2001–2002          | Paraguay           | přátelské utkání    | —                     | 4  | 1  | 2  | 1 |
| 2002               | Paraguay           | MS 2002             | osmifinále            | 4  | 1  | 1  | 2 |
| Celkem za Paraguay | Celkem za Paraguay | Celkem za Paraguay  | Celkem za Paraguay    | 8  | 2  | 3  | 3 |
| Celkem             | Celkem             | Celkem              | Celkem                | 28 | 12 | 11 | 5 |

## Trenérské úspěchy

### Klubové
- 1× vítěz italského poháru (1972/73)
- 1× vítěz poháru PVP (1972/73)

### Reprezentační
- 2x na MS (1998, 2002)
- 5x na ME U21 (1988, 1990 – bronz, 1992 – zlato, 1994 – zlato, 1996 – zlato)
- 2x na OH (1992, 1996)